# История жилички под вуалью
«История жилички под вуалью» (англ. The Adventure of the Veiled Lodger) — один из рассказов английского писателя Артура Конан Дойла о знаменитом сыщике Шерлоке Холмсе. Входит в завершающий сборник рассказов «Архив Шерлока Холмса», опубликованный в 1927 году. По мнению британского критика О. Д. Эдвардса, этот «последний из великих рассказов о Шерлоке Холмсе» представляет собой «эмоциональное выступление против самоубийства, даже если никакой надежды уже нет».
Рассказ был впервые опубликован 22 января 1927 года в американском журнале Liberty.

## Сюжет
В конце 1896 года Ватсон, вызванный к Холмсу срочной запиской, застаёт у своего друга некую миссис Меррилоу, обратившуюся к великому сыщику за помощью. Точнее, в помощи нуждается не она, а её жиличка, некая миссис Рондер, которая хочет сообщить Холмсу какую-то тайну. Холмс сразу вспоминает, что в своё время он безуспешно помогал полиции расследовать трагедию в бродячем цирке, участницей которой была миссис Рондер и её муж, хозяин цирка. Во время кормления дрессированный лев якобы вырвался из клетки и ударом лапы по голове убил мистера Рондера, а его красавицу-жену едва не загрыз, при этом страшно изуродовав её лицо. Холмс и Ватсон немедленно выезжают на встречу с миссис Рондер, и она рассказывает им тайну этого происшествия.
Оказывается, миссис Рондер, беспощадно терзаемая мужем-грубияном, решила избавиться от него с помощью своего любовника, силача Леонардо, который был артистом цирка. Леонардо смастерил дубинку с гвоздями в виде львиной лапы, которой планировал убить своего хозяина, сымитировав нападение льва. Убийство произошло довольно далеко от клетки со львом, однако животное, всё же почуяв запах крови, внезапно взбесилось и бросилось на миссис Рондер, которая в этот момент открывала дверцу клетки. Несмотря на все крики о помощи, Леонардо трусливо сбежал, и только чудо спасло миссис Рондер от смерти. Более бывшие любовники не виделись и не общались. А не так давно Леонардо утонул в реке, и поэтому миссис Рондер решила всё рассказать Холмсу.
Холмс призывает миссис Рондер, несмотря на ужасное уродство, не совершать самоубийство. И через некоторое время на Бейкер-стрит приходит посылка: пузырек с ядом — синильной кислотой, которым миссис Рондер, следуя совету Холмса, всё же не воспользовалась.

## История создания
Рассказ стал одним из последних обращений писателя к образу Шерлока Холмса. По словам Конан Дойла, эти последние рассказы давались ему «слишком легко» — и, в частности, в тот же день, когда он работал над «Историей жилички под вуалью», он ещё нашёл время и силы для двух партий в гольф.

## Переводы
Первый перевод рассказа на русский язык был опубликован в 1927 году в журнале «Вокруг света» без имени переводчика, под названием «Жилица под вуалью», годом позже появился перевод Анны Бонди в сборнике «Новые приключения Шерлока Холмса» (Л.: Библиотека Всемирной Литературы) под названием «Приключение женщины с закутанным лицом». В дальнейшем были опубликованы ещё несколько переводов. Перевод Норы Галь под названием «История жилички под вуалью» был сделан в 1991 году для собрания сочинений Конан Дойла в 12 томах и вышел в его четвёртом томе в 1995 году.